# Juliana Frank
Juliana Frank (São Paulo, 1985) é uma escritora e roteirista brasileira.

## Carreira
Escreveu os livros Quenga de plástico (2011) e Cabeça de pimpinela (2013), ambos publicados pela editora 7Letras, e participou da coletânea 50 versões de amor e prazer — 50 contos eróticos por 13 autoras brasileiras, da editora Geração.
Seu romance Meu coração de pedra pomes foi lançado em agosto de 2013, pela Companhia das Letras. Seus textos também foram publicados no caderno Ilustríssima, da Folha de S.Paulo, e nas revistas Cult e Lado 7.
Escreveu uma peça, Por isso fui embora, com produção de Marcelo Faria. Assina o roteiro do longa-metragem Pornopopéia, adaptação ainda não produzida da obra de Reinaldo Moraes, para Conspiração Filmes e RT Features.
Assina o roteiro da primeira e segunda temporadas do programa Viver com fé, do GNT. Trabalhou como roteirista das emissoras MTV, TV Cultura, Telecine e Fox.

## Obras
- 2011 - Quenga de Plástico (7Letras)
- 2013 - Meu Coração de Pedra-Pomes (Companhia das Letras)
- 2013 - Cabeça de Pimpinela (7Letras)
- 2016 - Uísque e Vergonha (Oito e Meio)